# Lilla Hundsjön, Västmanland
Lilla Hundsjön är en sjö i Sala kommun i Västmanland och ingår i Norrströms huvudavrinningsområde. Sjöns area är 0,034 kvadratkilometer och den är belägen 112 meter över havet.